# ستيفن فليتشير (لاعب هوكي جليد)
ستيفن فليتشير هو لاعب هوكي جليد كندي، ولد في 31 مارس 1962 في مونتريال في كندا.

## وصلات خارجية
- ستيفن فليتشير على موقع دوري الهوكي الوطني (الإنجليزية)
- ستيفن فليتشير على موقع قاعة مشاهير الهوكي (لاعب أن.إتش.أل) (الإنجليزية)
- ستيفن فليتشير على موقع EliteProspects.com (الإنجليزية)
- ستيفن فليتشير على موقع HockeyDB.com (الإنجليزية)
- ستيفن فليتشير على موقع Hockey-Reference.com (الإنجليزية)